# Albigès
|  | Aquest article tracta sobre la comarca. Si cerqueu l'adepte religiós, vegeu «catarisme». |

L'Albigès (en occità Albigés, en francès Albigeois) és una regió històrica d'Occitània (i de França), a l'entorn de la ciutat d'Albi. Fou també el nom donat al territori del vescomtat d'Albi. Igualment es diu albigès (o albigesa) al simpatitzant amb les doctrines càtares per ser la ciutat d'Albi el centre d'aquesta tendència religiosa.
La seva extensió es correspon aproximadament amb el departament francès de Tarn
Segons la proposta de divisió territorial d'Occitània del diari Jornalet, basada en l'obra de Frederic Zégierman Le Guide des pays de France, l'Albigès seria una sub-regió ubicada dins la regió del Llenguadoc, que contindria 8 parçans (comarques occitanes):
- Carmaucí - Carmaucin
- Castrès - Castrés
- Caunès - Caunés
- Cordès - Cordés
- Gallaquès - Galhaqués
- País d'Albi - País d'Albi
- País Masametol - País Masametòl
- Segalar Albigès - Segalar Albigés